# Copidosoma songinum
Copidosoma songinum är en stekelart som först beskrevs av Hoffer 1970.  Copidosoma songinum ingår i släktet Copidosoma och familjen sköldlussteklar. Inga underarter finns listade i Catalogue of Life.